# Velika nagrada Mar del Plate 1947
Velika nagrada Mar del Plate 1947 je bila dvaindvajseta dirka za Veliko nagrado v sezoni 1947. Odvijala se je 21. septembra 1947 na dirkališču Playa Grande v Mar del Plati. Zmagal je Oscar Gálvez z Alfo Romeo kljub desni nogi v mavcu, ker si je tri dni pred dirko zlomil gleženj.

## Dirka
| Poz | Dirkač                 | Moštvo              | Dirkalnik           | Krogi | Čas/Odstop     | Št. m. |
| --- | ---------------------- | ------------------- | ------------------- | ----- | -------------- | ------ |
| 1   | Oscar Gálvez           | YPF Cerveza Quilmes | Alfa Romeo 308      | 50    | 59:04          | 2      |
| 2   | Victorio Rosa          | Privatnik           | Maserati 8CL        | 50    | + 13.0 s       | 3      |
| 3   | Pablo Pessatti         | Privatnik           | Alfa Romeo 8C-35    | 50    | + 1:13.0       | 4      |
| 4   | Italo Bizio            | Privatnik           | Alfa Romeo 8C-2900A | 49    | +1 krog        | 1      |
| 5   | Juan Manuel Fangio     | Privatnik           | Volpi-Chevrolet     | 48    | +2 kroga       |        |
| 6   | Ernesto Nanni          | Privatnik           | Ford V8             | 47    | +3 krogi       |        |
| 7   | Carlos Fortunati Firpo | Privatnik           | Ford V8             | 46    | +4 krogi       |        |
| Ods | Pascual Puopolo        | Privatnik           | Maserati 8CL        | 43    | Brez goriva    | 5      |
| Ods | Pablo Llano            | Privatnik           | Maserati 8CL        | 16    | Motor          |        |
| DSQ | Justo Escobar          | Privatnik           | Maserati 8CL        | 5     | Nevarna vožnja |        |